# Маріон (Південна Дакота)
Маріон (англ. Marion) — місто (англ. city) в США, в окрузі Тернер штату Південна Дакота. Населення — 849 осіб (2020).

## Географія
Маріон розташований за координатами 43°25′25″ пн. ш. 97°15′38″ зх. д. / 43.42361° пн. ш. 97.26056° зх. д. (43.423571, -97.260550).  За даними Бюро перепису населення США в 2010 році місто мало площу 2,25 км², уся площа — суходіл.

## Демографія
Згідно з переписом 2010 року, у місті мешкали 784 особи в 351 домогосподарстві у складі 212 родин. Густота населення становила 349 осіб/км².  Було 384 помешкання (171/км²).
Расовий склад населення:
| - 97,2 % — білих - 1,1 % — корінних американців - 0,4 % — чорних або афроамериканців - 0,1 % — азіатів |

До двох чи більше рас належало 0,8 %. Частка іспаномовних становила 2,2 % від усіх жителів.
За віковим діапазоном населення розподілялося таким чином: 17,6 % — особи молодші 18 років, 50,4 % — особи у віці 18—64 років, 32,0 % — особи у віці 65 років та старші. Медіана віку мешканця становила 52,3 року. На 100 осіб жіночої статі у місті припадало 84,0 чоловіків;  на 100 жінок у віці від 18 років та старших — 84,0 чоловіків також старших 18 років.
Середній дохід на одне домашнє господарство  становив 48 553 долари США (медіана — 40 268), а середній дохід на одну сім'ю — 61 013 долари (медіана — 52 500). Медіана доходів становила 42 000 доларів для чоловіків та 31 597 доларів для жінок. За межею бідності перебувало 17,1 % осіб, у тому числі 31,3 % дітей у віці до 18 років та 10,9 % осіб у віці 65 років та старших.
Цивільне працевлаштоване населення становило 346 осіб. Основні галузі зайнятості: освіта, охорона здоров'я та соціальна допомога — 30,3 %, транспорт — 13,0 %, роздрібна торгівля — 10,1 %, виробництво — 7,5 %.